# Nezdice
Nezdice jsou obec v okrese Plzeň-jih v Plzeňském kraji. Žije zde přibližně 220 obyvatel.

## Historie
První písemná zmínka o obci pochází z roku 1243. Obec se původně skládala ze dvou osad, Horních a Dolních Nezdic (1890 celkem 397 obyv.), které byly v roce 1951 sloučeny.

## Obyvatelstvo
| Rok            | 1869 | 1880 | 1890 | 1900 | 1910 | 1921 | 1930 | 1950 | 1961 | 1970 | 1980 | 1991 | 2001 | 2011 | 2021 |
| -------------- | ---- | ---- | ---- | ---- | ---- | ---- | ---- | ---- | ---- | ---- | ---- | ---- | ---- | ---- | ---- |
| Počet obyvatel | 399  | 463  | 397  | 395  | 435  | 480  | 447  | 375  | 376  | 301  | 242  | 215  | 198  | 208  | 202  |
| Počet domů     | 61   | 62   | 65   | 64   | 67   | 69   | 82   | 93   | 91   | 88   | 81   | 87   | 90   | 96   | 102  |

## Obecní správa
Mezi lety 1869–1960 Nezdice byly obcí v okrese Přeštice. V letech 1961–1976 patřily jako část obce k Borovům. Od 30. dubna 1976 do 23. listopadu 1990 patřily jako část města k Švihovu a od 24. listopadu 1990 jsou opět samostatnou obcí v okrese Klatovy. Podle vyhlášky Ministerstva vnitra ČR č. 513/2006 Sb. přešla obec Nezdice ke dni 1. ledna 2007 společně s obcí Borovy z okresu Klatovy do okresu Plzeň-jih.

### Obecní symboly
Znak a vlajka byly obci uděleny rozhodnutím předsedy Poslanecké sněmovny Parlamentu České republiky dne 15. dubna 2010.

## Pamětihodnosti

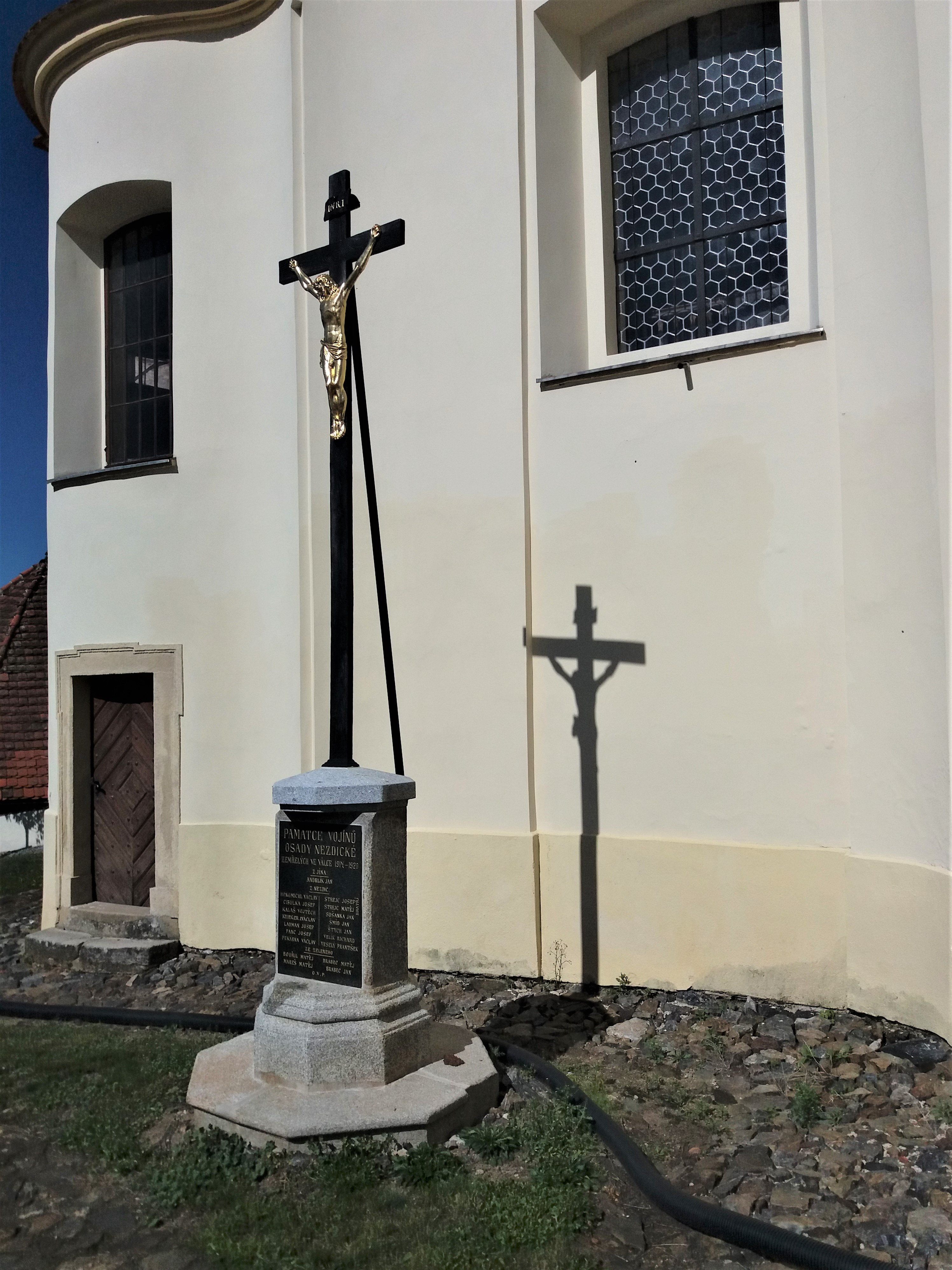
Pamětní kříž u kostela

Na území obce se nacházejí čtyři kulturní památky:
- Kostel svatého Prokopa: původně gotický ze 14. století, přestavěn a rozšířen v polovině 18. století[10]
- Výklenková kaplička u kostela svatého Prokopa
- Mohylník Velký les, archeologické naleziště
- Hospoda se zbytky tvrze

## Památný strom
- Nezdická lípa